# Stowarzyszenie Sportu i Narodowy Komitet Olimpijski Tuvalu
Stowarzyszenie Sportu i Narodowy Komitet Olimpijski Tuvalu (ang.: Tuvalu Association of Sports and National Olympic Committee (TASNOC) – tuwalskie stowarzyszenie związków i organizacji sportowych. Zajmuje się przede wszystkim organizacją udziału reprezentacji Tuvalu w igrzyskach olimpijskich oraz igrzyskach Wspólnoty Narodów.
Komitet powstał w 2004 roku jako Tuwalskie Amatorskie Stowarzyszenie Sportowe (Tuvalu Amateur Sport Association). 16 lipca 2007 roku Międzynarodowy Komitet Olimpijski uznał go jako Narodowy Komitet Olimpijski Tuvalu. 
Pierwszy występ reprezentacji Tuvalu na igrzyskach olimpijskich miał miejsce w Pekinie w 2008 roku. Państwo było reprezentowane przez trzech sportowców, dwóch lekkoatletów (kobietę i mężczyznę) i jednego sztangistę. Obydwoje lekkoatleci poprawili krajowe rekordy w biegu na 100 metrów.
Na igrzyskach w Londynie Tuvalu było reprezentowane przez trzech sportowców w tych samych dyscyplinach. W biegu kobiet na 100 metrów został pobity rekord kraju.
Na igrzyskach w Rio de Janeiro Tuvalu było reprezentowane tylko przez jednego lekkoatletę w biegu na 100 metrów mężczyzn.